# Cimabue
Cimabue (okoli 1240-1302), znan tudi kot Cenni Di Pepi ali v sodobnem italijanskem Benvenuto di Giuseppe, je bil florentinski slikar in ustvarjalec mozaikov. 
Cimabue na splošno velja za enega prvih velikih italijanskih slikarjev zgodnje italijanske umetnosti, ki je prekinil z bizantinsko tradicijo, čeprav se je še vedno zgledoval po bizantinskih modelih. Umetnosti tega obdobja sestavljajo prizori in oblike, ki se zdijo razmeroma ploskovite in visoko stilizirane. Cimabue je bil pionir na poti k naturalizmu, njegovi liki so upodobljeni z več pravimi razmerji in senčenjem. Čeprav je bil pionir v tem gibanju, njegova slika Maestà (Madona na prestolu) dokazuje srednjeveško tehniko in značilnosti. Giorgio Vasari meni, da je bil učitelj Giottu (prvi velik umetnik italijanske renesanse).

## Življenje in delo
Zaradi malo ohranjene dokumentacijo, o Cimabuevem življenju ni veliko znanega. Rodil se je v eni od plemenitih družin v Firencah okoli 1240 in umrl v Pisi 1302. Njegovo življenje je bilo opisano v knjigi Giorgia Vasarija Življenja umetnikov. Čeprav je eno redkih zgodnjih zapisov o njem, je točnost vprašljiva.
Oče ga je poslal v šolo k enemu svojih sorodnikov v samostan Santa Maria Novella, kjer naj bi se učil gramatike. Že tedaj se je zavedal svojih želja in v zvezke in na papir risal razne podobe. V tistem času so v Firence poklicali mojstre iz Grčije, da bi oživili slikarstvo, ki je bilo v Toskani kar izgubljeno. V kapeli rodbine Gondi so poslikali oboke in stene. Cimabue je bil nad tem tako navdušen, da ga je oče dal v uk Grkom. Cimabue jih je kmalu presegel in izboljšal njihov slog.
Njegovo prvo pripisano mu delo, Križanje v cerkvi San Domenico v Arezzu (pripisal mu jo je italijanski umetnostni zgodovinar Pietro Toesca in datiral v okoli 1270), odstopa od bizantinskega sloga. Njegov slog je takrat bolj spominjal na dela, kot je Christus patiens (okoli 1250) Giunta Pisano, čeprav Cimabueov Kristus bolj zvit in imajo oblačila zlate proge, ki jih je uvedel Coppo di Marcovaldo. 
Po vsej Italiji je zaslovel z deli kot so: tabelna podoba Naša Gospa v cerkvi Santa Cecilia, tabelna slika s sv. Frančiškom okoli katerega je na zlatem ozadju dvajset prizorov iz njegovega življenja, za opatijo Santa Trinita v Firencah je naslikal veliko tabelno podobo Naša Gospa z otrokom s številnimi angeli, za pročelje bolnice Porcellana je a fresco je naslikal Marijino oznanjenje z angelom in Jezusa s Kleopo in Luko v naravni velikosti. V Pisi je za samostan San Francesco naslikal tabelno podobo s sv. Frančiškom. Ta slika velja za posebnost tistega časa z lepimi obrazi in nagubanimi oblačili, saj takega sloga do tedaj niso poznali. V Pisi je naslikal še več drugih del. V obdobju okoli leta 1280 je naslikal Madona na prestolu, zdaj v muzeju v Louvru, prvotno v cerkvi San Francesco v Pisi. To delo je vzpostavil slog, ki so mu sledili številni umetniki, vključno Duccio di Buoninsegna v svoji Madona Rucellai (nekoč napačno pripisano Cimabueu), kot tudi Giotto.
V firenški baziliki Santa Croce je naslikal še eno Križanje (leta 1966 je bilo zaradi poplavljanja reke Arno poškodovano).
Druga dela iz tega obdobja, v katerem je postal vpliv njegovega učenca Giotta očiten, so mozaiki za krstilnico v Firencah (zdaj večinoma obnovljena), Madona z otrokom v Santa Maria dei Servi v Bologni in Madonna v Pinakoteki v Castelfiorentino. V nekoliko kasnejše obdobje sodi Madona z otrokom s sv. Frančiškom in Dominikom zdaj v galeriji Uffizi.
V času pontifikata papeža Nikolaja IV., prvega frančiškanskega papeža, je Cimabue delal v Assisiju. V Assisiju, v prečni ladji Spodnje bazilike svetega Frančiška, so freske Madonna z detetom na prestolu, Štirje angeli in sv. Frančišek; levi del manjka in je morda prikazoval Sv. Antona iz Padove. Avtorstvo slik je bilo do nedavna sporno zaradi tehničnih in slogovnih razlogov. Cimabue je naknadno dobil naročilo za dekoracijo apside in transepta Zgornje bazilike. Cikel vključuje prizore iz evangelijev, življenja Marije in svetega Petra in Pavla in je danes v slabem stanju zaradi oksidacije svetlejših barv. 
Okoli 1290-1300 je za cerkev Santa Trinita v Firencah naslikal Maestà di Santa Trinita. Zdaj je v galeriji Uffizi. Mehkejši izraz značajev kaže, da je bil pod vplivom Giotta, ki je  takrat že deloval kot samostojen umetnik. Cimabue je preživel obdobje med letoma 1301-1302 v Pisi, kjer je skupaj s sodelavci izdelal mozaik v apsidi mestne katedrale. Umrl je leta 1302.

## Značaj
"Cimabue je bil slikar, ki je živel v Dantejevem času, je bil menda ošaben, nadut in vzvišen. Če ga je kdo opozoril na morebitne napake ali pomanjkljivosti v njegovem delu, ali če je to opazil sam je delo takoj uničil, ne glede na to, kako mu je bilo pri srcu." 
- Zadnja večerja
- Madonna di Castelfiorentino, 1280-ta
- Maestà, Santa Maria dei Servi
- Madona na prestolu z otrokom, Sv. Frančiškom in štirimi angeli (detajl)
- Bičanje
- Maestà of Santa Trinita,  (detajl) Prerok
- Apostol Janez, Križanje (detajl)